# Női talajtorna a 2013-as nyári universiadén
A 2013-as nyári universiadén a torna női talajtorna versenyszámát július 10-én rendezték.

## Eredmények
| #     | tornász                       | ország                   | D érték | E érték | büntető | össz.  |
| ----- | ----------------------------- | ------------------------ | ------- | ------- | ------- | ------ |
|       | Kszenyija Afanaszjeva         | Oroszország (RUS)        | 6,300   | 8,450   | 0,40    | 14,350 |
|       | Elsabeth Black                | Kanada (CAN)             | 5,500   | 8,250   | 0,00    | 13,750 |
|       | Elsa García Rodríguez Blancas | Mexikó (MEX)             | 5,700   | 8,350   | 0,30    | 13,750 |
| 4     | Kim Bui                       | Németország (GER)        | 5,400   | 8,300   | 0,00    | 13,700 |
| 5     | Minobe Jú                     | Japán (JPN)              | 5,400   | 8,150   | 0,00    | 13,550 |
| 6     | Danusia Francis               | Egyesült Királyság (GBR) | 5,000   | 8,450   | 0,00    | 13,450 |
| 7     | Angelina Kusla                | Ukrajna (UKR)            | 5,100   | 8,225   | 0,10    | 13,225 |
| 8     | Noda Szakura                  | Japán (JPN)              | 5,300   | 7,750   | 0,00    | 13,050 |
| 9     | Alija Musztafina              | Oroszország (RUS)        | 5,500   | 7,375   | 0,00    | 12,875 |
| [...] |                               |                          |         |         |         |        |
| 18    | Böczögő Dorina                | Magyarország (HUN)       | 5,600   | 7,900   | 0,60    | 12,900 |
| [...] |                               |                          |         |         |         |        |
| 54    | Park Doeun                    | Dél-Korea (KOR)          | 4,900   | 5,450   | 0,00    | 10,350 |